# بامبيتا
بامبيتا (بالإسبانية: Carolina Ardohain)‏ Pampita (اسمها الأصلي كارولينا أردواين) (ولدت في 17 يناير 1978) هي عارضة أزياء أرجنتينية، وراقصة ومذيعة تلفزيون وممثلة.

## الاسم
اسمها بامبيتا هو لقب مشتق من اسم إقليم لابامبا مسقط رأسها.

## التمثيل
شاركت في لجنة تحكيم برنامج تلفزيوني واقعي عن الرقص اسمه (بايلاندو 2016). وقدمت برنامج حواري اسمه (بامبيتا أونلاين) بدءاً من عام 2017.
مثلت في المسلسل التلفزيوني «طريق ريبيلدي» في عام 2002 في دور لولو مدرسة الرقص. ومثلت الدور الرئيسي في المسلسل التلفزيوني التشيلي «فاميليا مودرنا» أي عائلة عصرية في عام 2015 في دور ماجدالينا.

## روابط خارجية
- بامبيتا على موقع IMDb (الإنجليزية)
- بامبيتا على موقع قاعدة بيانات الفيلم (الإنجليزية)
- بامبيتا على موقع دليل عارضات الأزياء (الإنجليزية)